# Hogna lacertosa
Hogna lacertosa är en spindelart som först beskrevs av Ludwig Carl Christian Koch 1877.  Hogna lacertosa ingår i släktet Hogna och familjen vargspindlar.
Artens utbredningsområde är Sydaustralien. Inga underarter finns listade i Catalogue of Life.